# 絵本太功記
『絵本太功記』（えほん たいこうき、旧字体：繪本）は、江戸中期の人形浄瑠璃および歌舞伎の演目。近松柳・近松湖水軒・近松千葉軒 合作、時代物、全十三段。通称『太功記』（たいこうき）。
人形浄瑠璃の初演は、寛政11年7月（1799年8月）大坂豊竹座。歌舞伎の初演は翌寛政12年11月（1800年12月）大坂角芝居中山座で、初演時の外題は『恵宝太功記』（えほう たいこうき、旧字体：惠寶）。

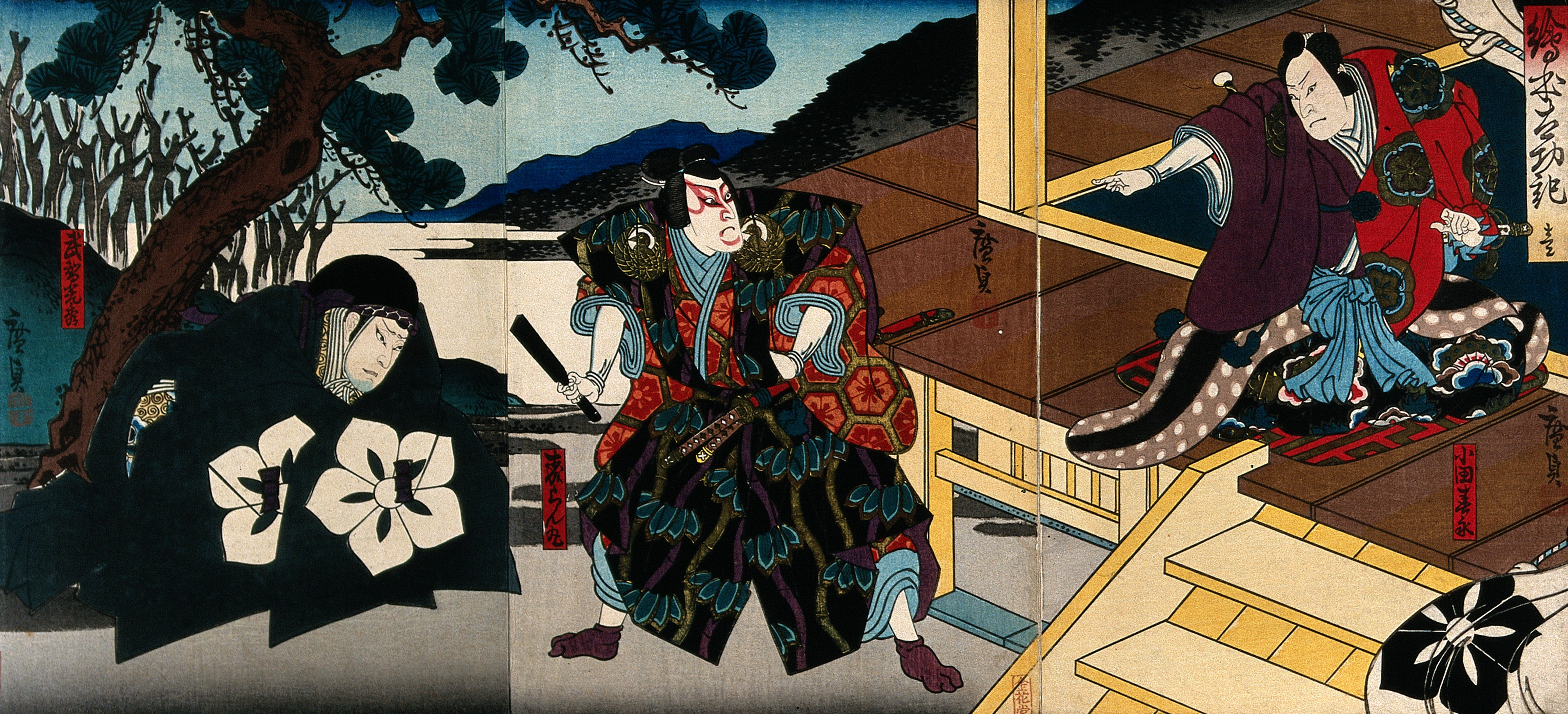
五粽亭広貞筆「繪本太功記 壱」錦絵

## 概要
『太閤記』の主人公は勝者である太閤豊臣秀吉だが、『太功記』の主人公は敗者である明智光秀である。本作はその光秀が本能寺の変で織田信長を討ってから、天王山の合戦で秀吉に敗れて滅ぼされるまでの、いわゆる光秀の「三日天下」を題材にし、実録物の『真書太閤記』や読本の『絵本太閤記』から多くの逸話をとり、先行する『三日太平記』を下敷きとして書かれたものである。寛政9年 (1797年) から編を重ねて最終的には5年間で7編84冊を刊行した『絵本太閤記』は、当時大評判をとっていた読本で、本作もその人気に便乗するかたちで同時期に書かれている。
構成は、光秀が謀反を決意した天正10年6月1日から、秀吉との戦いに敗れ小栗栖の竹薮で落ち武者狩りの土民の手によって落命する同13日までを、実録風に一日一段で描く異例の多段式（人形浄瑠璃は全五段で書かれることが多い）。これに「発端」がついて、実際には十四段構成となっている。
全段通じての山場は十段目「尼ヶ崎の段」。逆賊の汚名を着ることになった光秀が、誤って自らの手で母親を刺し殺してしまい、そこに戦場で深手を負った息子が戻ってきて、味方の敗北を伝え息絶えるという、悲壮感が追い打ちをかけるような名場面。歌舞伎では初演以後は専らこの十段目のみが上演されるようになり、「太功記」といえば「十段目」だったので、やがて本作のことを『太十』（たいじゅう）と通称するようにもなった。

## あらすじ
主君・小田春永から辱められた武智光秀は、ついに耐えられなくなって謀反を決意しこれを討つ。一方、高松城主・清水宗治と対峙していた真柴久吉は、これを知ると宗治を切腹させ、急ぎ小梅川（史実の小早川）と和睦を成立させる。
だが光秀の母である皐月は、これに怒って家出してしまう。光秀は腹を切ろうとするが諫められ、久吉を討つため御所に向かう。尼ヶ崎に皐月は引きこもるが、光秀の子・十次郎とその許婚である初菊ととも祝言をあげ、十次郎は出陣する。その時ある僧が宿を求めていたが、後から来た光秀はこれを久吉と見破り、障子越しに槍で突いた。だがそこにいたのは皐月であった。そこへ瀕死の十次郎が帰ってくる。もはや戦況は絶望的である。皐月も十次郎も死んでしまい動転した光秀の前に久吉と佐藤正清が現れ、後日天王山で再び会うことを約束し、去っていく。

## 登場人物
- 武智光秀（たけち みつひで）：史実の明智光秀。主君である小田春永に辱められ、本能寺を襲いこれを討つ。
- 真柴久吉（ましば ひさよし）：史実の羽柴秀吉。主君の仇を討つため旅の僧に変装して潜伏。
- 小田春永（おだ はるなが）：史実の織田信長。本能寺で臣下の武智光秀に討たれる。
- 武智十次郎（たけち じゅうじろう）：光秀の子。母は操（みさお）、妻は初菊（はつぎく）という。
- 皐月（さつき）：光秀の母。謀反を起こした光秀を叱る。光秀に、久吉と間違われ刺されてしまう。

## みどころ（十段目・尼ヶ崎閑居の段）
- 前半部は十次郎と初菊の恋模様。死を決意した十次郎が初菊と別れを惜しむ場面は、終戦後身内を戦争で失った観客の共感を呼んだ。「入るや月漏る片庇、ここに刈り取る真柴垣、夕顔棚のこなたよりあらわれ出でたる武智光秀」の勇壮な義太夫で、笠を取った光秀の大見得から後半部が始まる。この段は詞章に由来して「夕顔棚の段」とも呼ばれる。ここからは光秀の独り舞台である。はじめ皐月、操のクドキではじっとして瞑目しているが、演じてないようで演じる腹芸が要求される。十次郎の「逆族武智」の科白に「なな何と」と驚く場面や母と子の死に対しての大泣き、最後の久吉正清相手の勇壮な演技など演じところが多い。七代目市川團蔵、七代目市川中車、二代目尾上松緑などの光秀が現在にまで語り継がれている。

- この一幕で、座頭、若衆、女形。娘役、立役、婆役など巧く登場人物の役割が分かれているために、しばしば襲名披露狂言に選ばれる。とくに1927年（昭和2年）歌舞伎座での八代目澤村訥子襲名披露狂言では、七代目中車の光秀、十五代目市村羽左衛門の十次郎、七代目澤村宗十郎の初菊、六代目尾上梅幸の操、二代目市川左團次の久吉、四代目澤村源之助の皐月、訥子の正清という配役で、訥子が感激して泣いたという。

- 初代中村鴈治郎は十次郎の出で、草履の裏に血糊をつけた。これは戦場からたった今帰ってきたという演出だが、流石に細かすぎると不評だった。また十次郎の出では光秀が二重屋体の上から足を踏み外すが、盲目の俳優が熱演のあまり足を踏み外したのを伴奏の三味線の機転で強い音を出したのが好評だった。

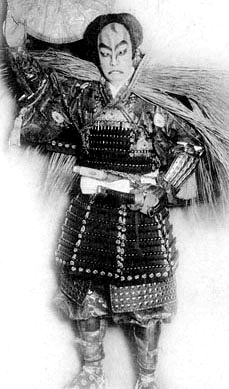
七代目市川八百藏の武智光秀(1936年)
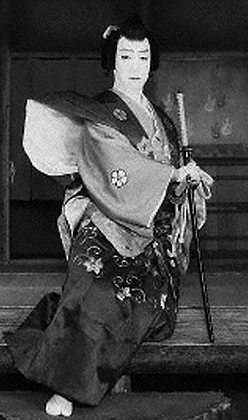
七代目尾上梅幸の武智十次郎(1940年代 ～ 1950年代頃)
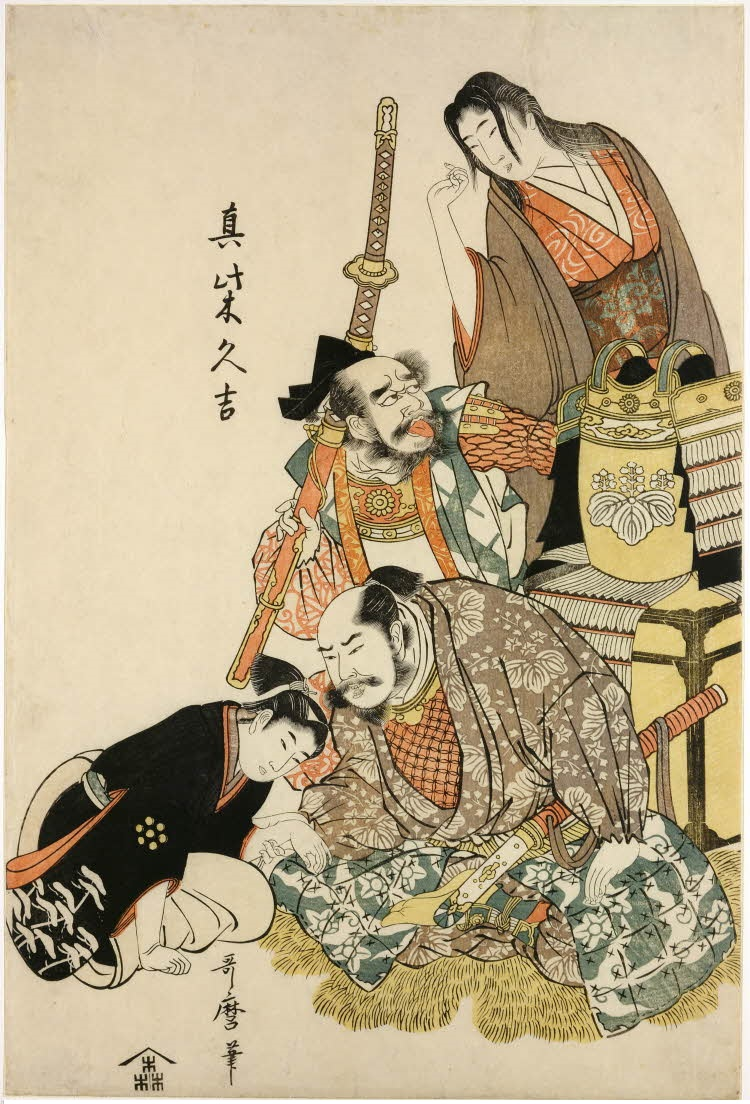
喜多川歌麿筆「真柴久吉」(手前の人物の左は石田三成で､右は秀吉1803 ～1804の作品)

## 逸話
- 光秀役の力持ちの役者が酔っぱらったまま竹槍で皐月役の役者を本気で突いてしまったが、綿入れの厚い衣装であったため、肌まで刺さらなかった。しかし、刺された側はあまりに痛かったため、その後、その役者が光秀役をするのではと役者の間で恐れられ、皐月役をする役者がいなくなってしまったという[2]。
- 前半部、赤姫役である初菊は新婦となる十次郎の兜を、自らの袖の上に置いてひいて運ぶ可憐な演出があるが、「鼠が尻尾の上に餅を運ぶ様になっちゃ駄目だ。」とは辛口の評論で知られた劇作家岡鬼太郎の言である。

## 補注
別資料には、『三日太平記』初演を享保18年（1733年）9月、大坂・岩井半四郎座としてあるものがある。ただし、こちらは年代が大幅に遡ること、作者が桜田杢助ほかとなっているところから、明和4年（1767年）上演のものとは別狂言と思われるが、内容的に先行作かどうかは不明。